# Nova ljudska stranka
Nova ljudska stranka Slovenije (kratica: NLS) je bila slovenska zunajparlamentarna politična stranka. 12. maja 2016 jo je ustanovil Franc Kangler po sporu v Slovenski ljudski stranki. Kangler je bil tudi prvi predsednik stranke.
Na svojem kongresu je Slovenska demokratska stranke 18. februarja 2023 izglasovala vključitev Nove ljudske stranke pod svoje okrilje. Sklep je 27. marca 2023 potrdila še Nova ljudska stranka.

## Zgodovina
Na državnozborskih volitvah 2018 se je Nova ljudska stranka pridružila Glasu za otroke in družine Aleša Primca, nastopili sta pod skupnim imenom Združena desnica. Lista je prejela 2.141 glasov oz. 0,24 %. 
Po tem, ko je Slovensko ljudsko stranko ponovno prevzel Marjan Podobnik, sta se stranki znova pobotali. Pod skupnim imenom Slovenske ljudske stranke sta se na evropskih volitvah 2019 pridružili listi Slovenske demokratske stranke. Kot predstavnika NLS in SLS sta na listi nastopila Franc Kangler in Franc Bogovič, ki je bil izvoljen za evropskega poslanca.
Na kongresu Slovenske demokratske stranke dne 18. februarja 2023 se je Nova ljudska stranka dokončno priključila stranki SDS. Predsednik nekdanje stranke naj bi tako prevzel vodenje mariborskega odbora stranke. Sklep je 27. marca 2023 potrdila še Nova ljudska stranka.

## Organi stranke
- Predsednik: Franc Kangler
- Podpredsednika: Milena Munda in Milan Mikl
- Predsednik programskega sveta: Alfred Lasetzky